# Fundeni, Călărași
Fundeni là một xã thuộc hạt Călărași, România. Dân số thời điểm năm 2002 là 5517 người.